# Petrus Lotichius Secundus
Petrus Lotichius Secundus (Schlüchtern, 2 novembre 1528 – Heidelberg, 7 novembre 1560) è stato un umanista e poeta tedesco.

## Biografia
Petrus Lotichius Secundus, più conosciuto con il nome "Peter Lotz" nacque nel 1528 a Niederzell, oggi un distretto di Schlüchtern (Assia). Nella sua infanzia frequentò la scuola conventuale di Schlüchtern (1535/1537), fondata dallo zio, l'abate Petrus Lotichius (Peter Lotz). L'umanista di Francoforte Jakob Micyllus lo indirizzò nella poesia latina. Iniziò la sua formazione universitaria a Marburgo nel 1544, ma si trasferì rapidamente a Lipsia per studiare con Joachim Camerarius e poi nuovamente a Wittenberg per studiare con Filippo Melantone. Nell'inverno del 1546/47, servì come soldato nella Guerra di Smalcalda, dalla parte di Magdeburgo.
Conseguì la laurea magistrale a Wittenberg nel 1548. Fece anche dei viaggi insieme a suo nipote Daniel Stiebar a Parigi nel 1550/51. Verso la fine del 1551 iniziò lo studio della medicina e della botanica presso l'Università di Montpellier, che proseguì poi il suo studio nel 1554 presso l'Università di Padova e successivamente conseguì il dottorato presso l'Università di Bologna nel 1556. Fu nominato da Ottone Enrico del Palatinato professore di medicina e botanica presso l'Università di Heidelberg nel 1557, dove attirò molti studenti.
Tuttavia, seppur lavorando ebbe una febbre che lo portò alla morte avvenuta il 7 novembre 1560 (probabilmente se la prese perché a quel tempo, molti cittadini erano malati di questa malattia a Bologna). Ha lasciato dietro un vasto complesso di poesie basati su modelli classici.

## Opere
- Elegiarum liber; Carminum libellus. Parigi, 1551
- Elegiarum liber secundus; Venator. Lione, 1553
- Carminum libellus. Bologna, 1556
- Poemata. Lipsia, 1563
- Opera omnia. Lipsia, 1586
- Poemata omnia, ed. Pieter Burmann der Jüngere. Amsterdam, Schouten, 1754. Reprint, New York: Olms (no date)